# Sant Genís dels Agudells

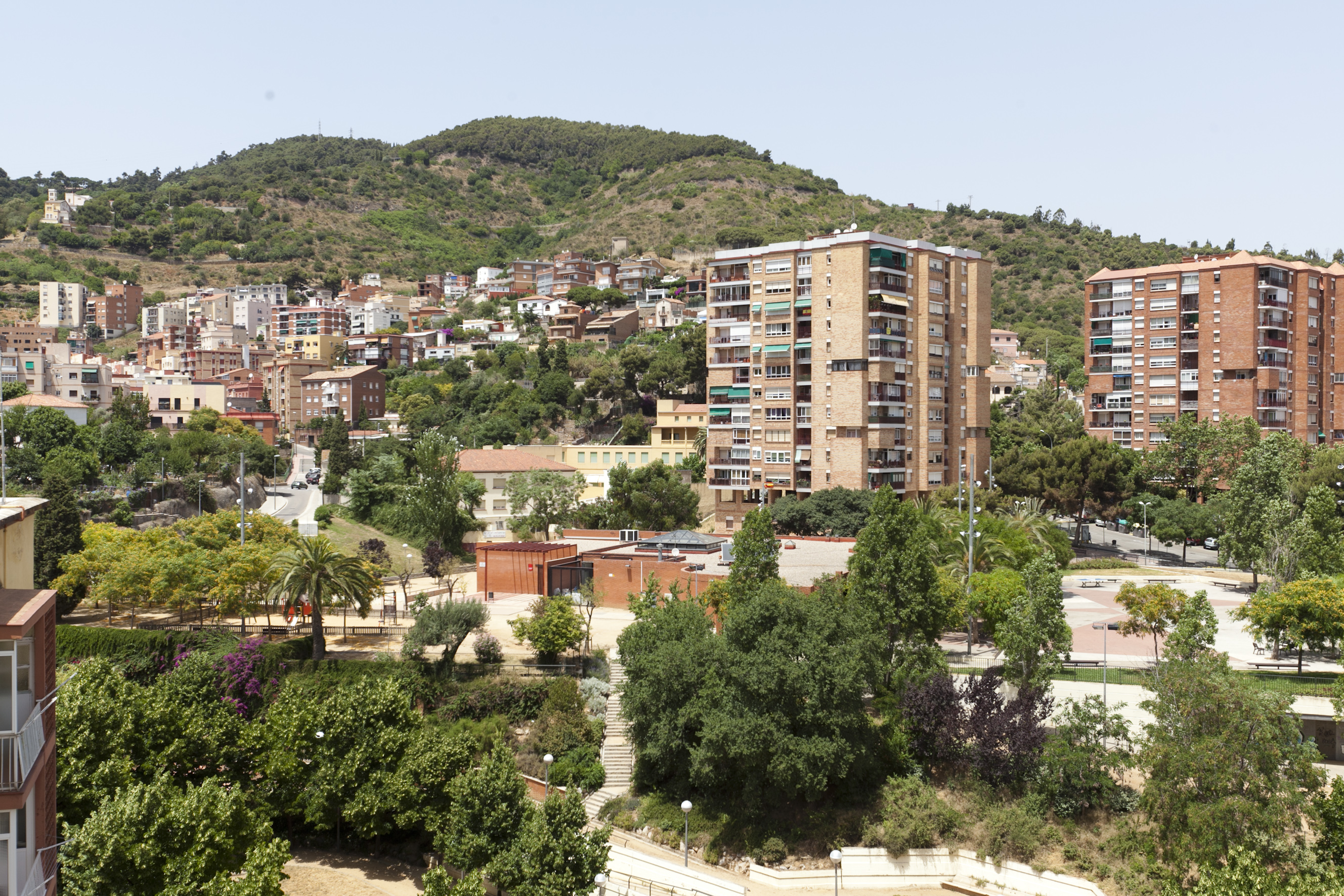
Hotel de Sant genis dele AGudefells.

Sant Genís dels Agudells é um bairro do distrito de Horta-Guinardó da cidade de Barcelona. O barrio queda atualmente limitado pela Ronda de Dalt, a rodovia da Arrabassada e a cidade sanitária da Segurança Social do Vale Hebrón.
Se encontra nas ladeiras da Serra de Collserola, foi uma das paróquias iniciais do llano de Barcelona e a ata de dotação da paróquia foi em 4 de julho do 931. A partir de 1359 passou a depender do monastério do Vall d'Hebron.
Socialmente nos encontramos com um pequeno bairro-dormitório de Barcelona com escassa implantação de atividades e serviços.